# Trifolium albopurpureum
Trifolium albopurpureum es una especie herbácea perteneciente a la familia de las fabáceas originaria de Norteamérica. 

## Distribución y hábitat
Es originaria de la costa oeste de América del Norte y desde la Columbia Británica, a California y de la Sierra Nevada, a Baja California. Se puede encontrar en una amplia variedad de hábitats, incluyendo el chaparral y bosques, praderas  y bosques montanas locales.

## Descripción
Trifolium albopurpureum es una hierba de crecimiento anual, decumbente o erecta. Los foliolos son de 1 a 3 centímetros de largo, y la hierba es peluda. La inflorescencia es una espiga de flores que miden de 0,5 a 2 centímetros de ancho. Cada flor tiene un cáliz de sépalos con lóbulos estrechos que se estrechan en un punto en forma de cerdas y están recubiertas de pelos largos. Dentro del cáliz está la corola de la flor, que es de color púrpura y blanco. 

## Taxonomía
Trifolium albopurpureum fue descrita por Torr. & A.Gray y publicado en A Flora of North America: containing . . . 1(2): 313. 1838
Etimología
Trifolium: nombre genérico derivado del latín que significa "con tres hojas".
albopurpureum: epíteto latino que significa "de color blanco y púrpura".
Sinonimia
- Trifolium columbinum Greene
- Trifolium columbinum var. argillorum Jeps.
- Trifolium columbinum var. olivaceum (Greene) Jeps.
- Trifolium helleri P.B.Kenn.
- Trifolium insularum P.B.Kenn.
- Trifolium macraei var. albopurpureum (Torr. & A.Gray) Greene
- Trifolium neolagopus Lojac.
- Trifolium olivaceum Greene
- Trifolium olivaceum var. columbinum (Greene) Jeps.
- Trifolium olivaceum f. columbinum (Greene) McDermott
- Trifolium olivaceum var. griseum Jeps.
- Trifolium pseudo-albopurpureum P.B.Kenn.[4]</ref>[5]